# قائمة أنواع عشب الربيع
يوجد عدة أنواع من جنس العشب الربيع:	
- عشب الربيع الايكلوني (الاسم العلمي: Anthoxanthum ecklonii)
- عشب الربيع الأثيوبي (الاسم العلمي: Anthoxanthum aethiopicum)
- عشب الربيع الألبي (الاسم العلمي: Anthoxanthum alpinum)
- عشب الربيع الباهت (الاسم العلمي: Anthoxanthum pallidum)
- عشب الربيع البوتانيني (الاسم العلمي: Anthoxanthum potaninii)
- عشب الربيع البوري (الاسم العلمي: Anthoxanthum borii)
- عشب الربيع البيضاوي (الاسم العلمي: Anthoxanthum ovatum)
- عشب الربيع التونغو (الاسم العلمي: Anthoxanthum tongo)
- عشب الربيع الثلجي (الاسم العلمي: Anthoxanthum nivale)
- عشب الربيع الدريجي (الاسم العلمي: Anthoxanthum dregeanum)
- عشب الربيع الرشيق (الاسم العلمي: Anthoxanthum gracile)
- عشب الربيع السفوي (الاسم العلمي: Anthoxanthum aristatum)
- عشب الربيع السيكيمي (الاسم العلمي: Anthoxanthum sikkimense)
- عشب الربيع العطري (الاسم العلمي: Anthoxanthum odoratum)
- عشب الربيع المدغشقري (الاسم العلمي: Anthoxanthum madagascariense)
- عشب الربيع المر (الاسم العلمي: Anthoxanthum amarum)
- عشب الربيع الهورشفيلدي (الاسم العلمي: Anthoxanthum horsfieldii)
- عشب الربيع الهوكري (الاسم العلمي: Anthoxanthum hookeri)
- عشب الربيع الياباني (الاسم العلمي: Anthoxanthum japonicum)